# Stazione meteorologica di Bressanone
La stazione meteorologica di Bressanone (in tedesco Wetterstation Brixen) è la stazione meteorologica di riferimento per il servizio meteorologico regionale relativa alla località di Bressanone.

## Coordinate geografiche
La stazione meteorologica di nuova generazione (2011) si trova nell'area climatica dell'Italia nord-orientale, nel Trentino-Alto Adige, in provincia di Bolzano, nel comune di Bressanone, a 560 metri s.l.m.
Il codice della stazione è 3910.

## Dati climatologici
In base alla media trentennale di riferimento (1961-1990), la temperatura media del mese più freddo, gennaio, si attesta a -2,0 °C; quella del mese più caldo, luglio, è di +19,2 °C.
Le precipitazioni medie annue si aggirano attorno ai 700 mm, mediamente distribuite in 85 giorni, con un accentuato minimo invernale, stagione in cui si verificano generalmente a carattere nevoso, ed un picco in estate, stagione in cui possono verificarsi frequenti temporali per il contrasto di diverse masse d'aria, favorito dalla vicinanza della catena alpina.
| Bressanone          | Mesi | Mesi | Mesi | Mesi | Mesi | Mesi | Mesi  | Mesi  | Mesi | Mesi | Mesi | Mesi | Stagioni | Stagioni | Stagioni | Stagioni | Anno  |
| Bressanone          | Gen  | Feb  | Mar  | Apr  | Mag  | Giu  | Lug   | Ago   | Set  | Ott  | Nov  | Dic  | Inv      | Pri      | Est      | Aut      | Anno  |
| ------------------- | ---- | ---- | ---- | ---- | ---- | ---- | ----- | ----- | ---- | ---- | ---- | ---- | -------- | -------- | -------- | -------- | ----- |
| T. max. media (°C)  | 2,6  | 7,2  | 12,5 | 16,7 | 21,3 | 24,7 | 26,9  | 26,3  | 22,5 | 16,3 | 8,1  | 2,8  | 4,2      | 16,8     | 26,0     | 15,6     | 15,7  |
| T. min. media (°C)  | −6,5 | −4,1 | −1,0 | 2,8  | 6,7  | 9,7  | 11,5  | 11,0  | 8,1  | 3,7  | −1,4 | −5,4 | −5,3     | 2,8      | 10,7     | 3,5      | 2,9   |
| Precipitazioni (mm) | 21,0 | 20,8 | 28,4 | 44,1 | 79,7 | 83,7 | 109,4 | 113,9 | 68,0 | 51,9 | 48,5 | 23,8 | 65,6     | 152,2    | 307,0    | 168,4    | 693,2 |
| Giorni di pioggia   | 4    | 4    | 5    | 7    | 11   | 10   | 11    | 10    | 7    | 6    | 6    | 4    | 12       | 23       | 31       | 19       | 85    |